# Ato Essandoh
Ato Essilfi Bracato Essandoh (nacido el 29 de julio de 1972) es un actor de cine y televisión estadounidense.

## Primeros años
El Essandoh nació en Schenectady, Nueva York, de padres ghaneses y se graduó de New Rochelle High School en 1990. Recibió una licenciatura en ingeniería química de la Universidad Cornell. Se unió al teatro por primera vez cuando una novia lo desafió a hacerlo. Estudió actuación con James Price en The Acting Studio - New York en la ciudad de Nueva York. También es dramaturgo y autor de Black Thang, que se publica en la antología Plays and Playwrights 2003 . Essandoh es el cofundador del grupo de escritura y actuación The Defiant Ones.

## Carrera
Lanzó un podcast, Unrelated, junto con su amigo de la infancia Chris Cecot.

## Filmografía

### Películas
| Año  | Título                    | Papel                        | Notas        |
| ---- | ------------------------- | ---------------------------- | ------------ |
| 2001 | The Experience Box        | Daniel                       |              |
| 2001 | The Accident              | Cassius                      | Cortometraje |
| 2002 | Roger Dodger              | Bravucón                     |              |
| 2004 | Garden State              | Titembay                     |              |
| 2004 | Salome                    | Rey Herodes                  | Cortometraje |
| 2004 | Guardando las apariencias | Jay, The Neighbor            |              |
| 2005 | Hitch                     | Tanis                        |              |
| 2005 | Prime                     | Damien                       |              |
| 2005 | Dawn's Early Light        | James                        | Cortometraje |
| 2006 | Falling for Grace         | Jamal                        |              |
| 2006 | Brother's Shadow          | Soy                          |              |
| 2006 | Diamante de sangre        | Comandante 'Rambo'           |              |
| 2007 | Millennium Crisis         | Harkness                     |              |
| 2008 | Mia and the Migoo         | Baklava (voz)                |              |
| 2008 | Nights in Rodanthe        | Amante de jean               |              |
| 2010 | Get Him to the Greek      | Baterista africano sonriente |              |
| 2010 | Camp Hell                 | Joven sacerdote              |              |
| 2011 | Tu & Eu                   | Dr. Champagne                | Cortometraje |
| 2011 | Art & Sex                 | Daniel                       |              |
| 2012 | The Discoverers           | Winston                      |              |
| 2012 | Django Unchained          | D'Artagnan                   |              |
| 2013 | A Life for a Life         | Boyle                        | Cortometraje |
| 2014 | Wish I Was Here           | Actor de audición #3         |              |
| 2016 | Jason Bourne              | Craig Jeffers                |              |
| 2016 | The Vampire Leland        | The Monsignor                | Cortometraje |
| 2017 | Frank Embree              | Charles Embree (voz)         | Cortometraje |
| 2018 | O.G.                      | -                            |              |
| 2019 | Dark Phoenix              | Jones                        |              |
| 2023 | Reptiles                  | Dan Cleary                   |              |

### Televisión
| Año       | Título                       | Papel                          | Notas                                                       |
| --------- | ---------------------------- | ------------------------------ | ----------------------------------------------------------- |
| 2001      | Third Watch                  | Mensajero de bicicleta         | Episodio: "Duty"                                            |
| 2003      | Chappelle's Show             | Extra                          | Episodio: "Mad Real World & Ask A Gay Dude"                 |
| 2003      | Law & Order                  | Jason Hendri                   | Episodio: "Suicide Box"                                     |
| 2003      | Line of Fire                 | Archibald 'Crazy Jazz' Lincoln | Episodio: "Pilot"                                           |
| 2005      | Commander in Chief           | Manute Obama                   | Episodio: "Pilot"                                           |
| 2006      | Conviction                   | Byron 'B-Fly' Williams         | Episodio: "Indebted"                                        |
| 2007      | Law & Order                  | Andre Blair                    | Episodio: "Bling"                                           |
| 2009      | Royal Pains                  | Antoine                        | Episodio: "If I Were a Sick Man"                            |
| 2010      | Law & Order: Criminal Intent | Hassan                         | Episodio: "Loyalty: Part 1 & 2"                             |
| 2011      | White Collar                 | Frederik Bilal                 | Episodio: "Burke's Seven"                                   |
| 2011      | Damages                      | Bomb Tech                      | Recurrente; temporada 4                                     |
| 2011–2012 | Treme                        | -                              | 2 episodios                                                 |
| 2011-2016 | Blue Bloods                  | Reverend Darnell Potter        | Recurrente; temporadas 2-7                                  |
| 2012–2013 | Copper                       | Matthew Freeman                | Protagonista                                                |
| 2012–2018 | Elementary                   | Alfredo Llamosa                | Recurrente; temporadas 1 & 3, invitado; temporadas 2, 4 & 6 |
| 2014      | Believe                      | FBI Agent Gardner              | Recurrente                                                  |
| 2014      | Madam Secretary              | King Nungunde                  | Episodio: "Pilot"                                           |
| 2015      | Girls                        | D. August                      | Recurrente; temporada 4                                     |
| 2015      | Person of Interest           | Ray Pratt                      | Episodio: "Skip"                                            |
| 2016      | Vinyl                        | Lester Grimes                  | Protagonista                                                |
| 2016–2021 | Chicago Med                  | Dr. Isidore Latham             | Recurrente; temporadas (2-5), invitado; temporada 6         |
| 2018      | Wolverine: The Long Night    | Agent Tad Marshall             | Protagonista; temporada 1                                   |
| 2018–20   | Altered Carbon               | Vernon Elliot                  | Protagonista; temporada 1, invitado; temporada 2            |
| 2019      | The Code                     | Major Trey Ferry               | Protagonista                                                |
| 2020      | Tales from the Loop          | Gaddis                         | Recurrente                                                  |
| 2020      | Away                         | Kwesi Weisberg Annan           | Protagonista                                                |
| 2021      | Evil                         | Nathan Katsaris                | Episodio: "D Is for Doll"                                   |
| 2021–2022 | Agent Stoker                 | EnGAGE                         | Recurrente                                                  |
| 2022      | Let the Right One In         | Frank                          | 3 episodios                                                 |
| 2023      | Extrapolations               | Marco                          | 1 episodio                                                  |
| 2023      | La diplomática               | Stuart Heyford                 | Protagonista                                                |

### Videojuegos
| Año  | Título                | Papel          |
| ---- | --------------------- | -------------- |
| 2011 | Saints Row: The Third | Voces de radio |